# Округ Адисон (Вермонт)
Адисон (енгл. Addison County) је округ у америчкој савезној држави Вермонт.

## Демографија
По попису из 2010. године број становника је 36.821, што је 847 (2,4%) становника више него 2000. године.
| Група             | 2000.          | 2010.          |
| Белци             | 34.612 (96,2%) | 34.660 (94,1%) |
| Афроамериканци    | 196 (0,5%)     | 283 (0,8%)     |
| Азијати           | 264 (0,7%)     | 532 (1,4%)     |
| Хиспаноамериканци | 397 (1,1%)     | 685 (1,9%)     |
| Укупно            | 35.974         | 36.821         |